# 貞懿皇后 (唐朝)
贞懿皇后独孤氏（8世纪?—775年），唐代宗李豫的贵妃，生韩王李迥、华阳公主。逝世后，追谥为贞懿皇后。

## 生平
她出身于京兆独孤氏，其祖先本姓李，后随独孤信改姓独孤。史书未记载独孤氏的生年，并“失其何所人”，按唐代习俗，可依郡望称京兆（今陕西西安）人。她是左威卫录事参军独孤颖的长女。有兄太子中允獨孤良佐。《旧唐书 列传第二》记载独孤氏因姿色嬌豔，選美入宫，深受唐代宗李豫的寵愛，独宠专房，皇后虚位，诸姬也很难侍奉皇帝。而根据其子李迥的生年和《唐会要》的记载，独孤氏应是李豫为广平郡王至太子期间，成为他的妾室。她在750年（此时间有疑，但确定在761年前）生下儿子李迥，后有一女华阳公主。当时，李豫的嫡妻王妃崔氏，挟母家权势，性情悍妒。755年爆发安史之乱后，崔氏的母家失势，本人亦在之后逝世。此后独孤氏“以姝艳进，居常专夜”，获得李豫的专宠，“爱遇第一”。
乾元元年（758年），李豫成为太子。上元二年（761年），其子李迥即以“皇太子第三男”的身份，被唐肅宗册为延庆郡王。李豫在宝应元年（762年）登基为帝，其子李迥获封韩王。大历三年（768年），独孤氏被册封为贵妃。
女儿华阳公主因“韶悟过人”而得到唐代宗的怜惜眷顾。但在大历九年（774年）逝世。唐代宗哀伤过度。第二年，即大历十年（775年）十月初六，贵妃亦逝世，追谥贞懿皇后，殡于内殿。唐代宗三年不忍出宫归葬，十三年（778年）十月方葬，葬于庄陵之园。

## 影视形象
1987年电视剧《珍珠傳奇》：戈偉如饰演独孤琴（贞懿皇后）；
2017年电视剧《大唐荣耀》：万茜饰演独孤靖瑶（贞懿皇后）。

## 延伸阅读
[在维基数据编辑]
 《舊唐書/卷52》，出自刘昫《舊唐書》
 《新唐書/卷077》，出自《新唐書》